# هیده‌ناری اوگاکی
هیده‌ناری اوگاکی (انگلیسی: Hidenari Ugaki; ۲۵ ژوئیهٔ ۱۹۶۳ – ) صداپیشه، و بازیگر اهل ژاپن بود.